# Celestino Algarañaz
Víctor Celestino Algarañaz (* 6. April 1926; † unbekannt) war ein bolivianischer Fußballspieler. Der Stürmer nahm mit der bolivianischen Nationalmannschaft an der Fußball-Weltmeisterschaft 1950 teil. 

## Karriere

### Verein
Auf Vereinsebene spielte Celestino Algarañaz, der auch Aguachuli genannt wurde, von 1948 bis 1951 für den CD Litoral, mit dem er zweimal die Meisterschaft von La Paz gewann. Mit Oriente Petrolero, für das er von 1952 bis 1960 auflief, gewann er 1959 die Meisterschaft des Departamentos Santa Cruz.

### Nationalmannschaft
Algarañaz nahm mit der Nationalmannschaft am Campeonato Sudamericano 1949 teil und erreichte mit seinem Team den vierten Platz. Er kam in allen sieben Spielen zum Einsatz und erzielte beim 3:2-Sieg gegen Uruguay den zwischenzeitlichen 2:1-Führungstreffer. Im Folgejahr nahm er mit Bolivien an der Weltmeisterschaft in Brasilien teil. Dort kam er bei der 0:8-Niederlage im einzigen Spiel gegen den späteren Weltmeister Uruguay zum Einsatz.

## Erfolge
Litoral
- Campeonato de la LPFA: 1948, 1949

Oriente Petrolero
- Primera A de la ACF: 1959